# Sebastian Achim
Zoltan Sebastian Achim (n. 2 iunie 1986, Oradea, România) este un fotbalist român, care joacă pe post de fundaș lateral la Gyirmót SE⁠(d) în Nemzeti Bajnokság II.

## Palmares
Petrolul Ploiești
- Cupa României (1): 2012–2013